# Paul Nash

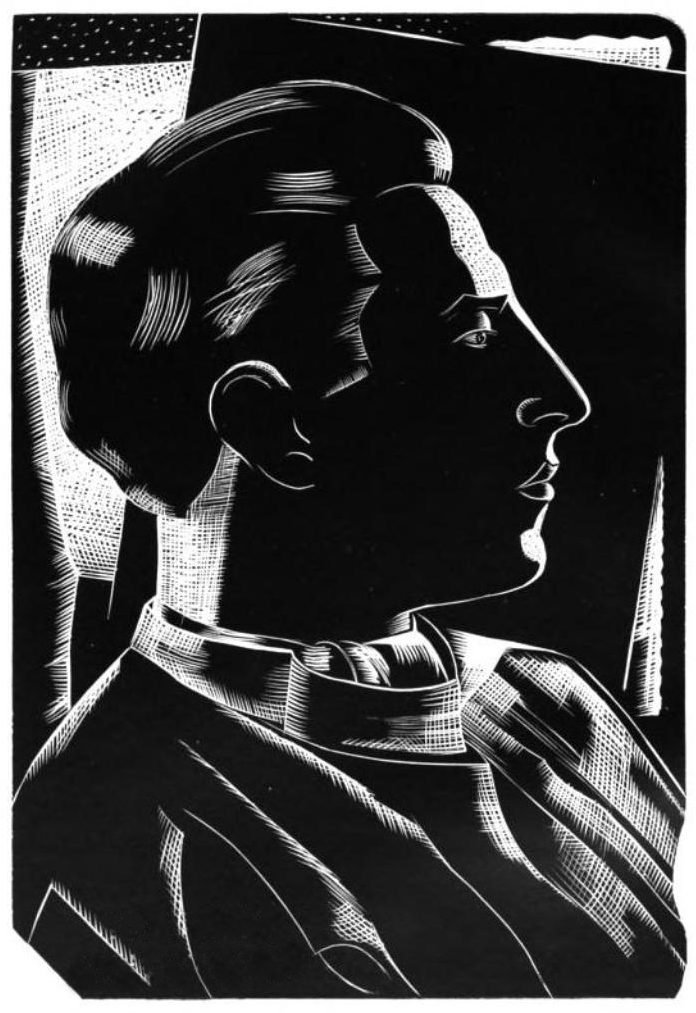
Paul Nash (Selbstporträt 1923)

Paul Nash (* 11. Mai 1889 in London; † 11. Juli 1946 in Boscombe, Dorset) war ein Maler der englischen Moderne.

## Vorkriegszeit
Paul Nash war der Sohn eines erfolgreichen Anwalts. Nash studierte zuerst an der London County Council School of Photoengraving and Lithography, bis seine Arbeit dem Dichter Gordon Bottomley und dem Künstler William Rothenstein auffiel. Sie ermutigten ihn zum Besuch der Slade School of Art, wo er Stanley Spencer, Mark Gertler, William Roberts und Christopher R. W. Nevinson kennenlernte. Nash schrieb sich im Oktober 1910 an der Slade School ein, studierte aber nur ein Jahr. Mit Ausstellungen in den Jahren 1912 und 1913 begann er, sich als Maler einen Namen zu machen. Seine Bilder wurden durch den Dichter William Blake und die Maler Samuel Palmer und Dante Gabriel Rossetti beeinflusst. Die englische Landschaft, vor allem durch Bezüge zur Geschichte, wie den frühzeitlichen Stätten von Avebury und Stonehenge und dem mehrfach von ihm gemalten Festungshügel von Wittenham Clumps, inspirierten ihn.

## Erster Weltkrieg

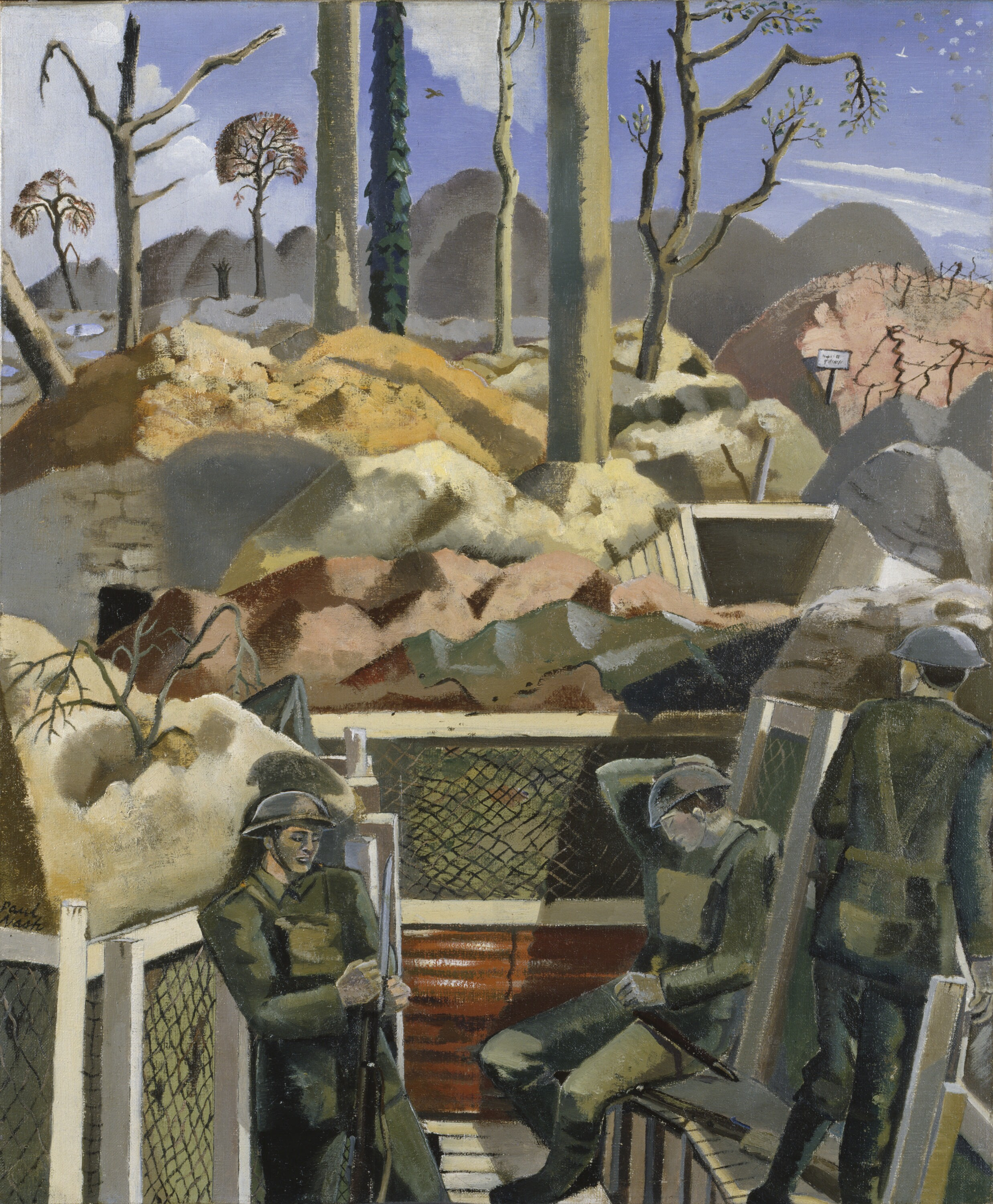
Spring in the Trenches, Ridge Wood, 1917 (1918), Sammlung des Imperial War Museum, London

Nach dem Ausbruch des Ersten Weltkrieges meldete er sich zu den Artists’ Rifles und bekam 1916 den Rang eines Leutnants im Hampshire Regiment. Wann immer möglich, skizzierte er das Leben in den Schützengräben der Westfront, wo er zum Einsatz kam. 1917 wurde er nach einem zivilen Unfall nach London zurückgeschickt. Während der Rekonvaleszenz fertigte er eine Reihe von Zeichnungen über den Krieg an, die ausgestellt und von der Öffentlichkeit gut aufgenommen wurden. Die Bilder zeigen Einflüsse des Vortizismus und seinem Magazin Blast. Christopher R. W. Nevinson war so beeindruckt von den Bildern, dass er Nash empfahl, sich an das War Propaganda Bureau zu wenden. Von diesem wurde er daraufhin im November 1917 als Kriegsmaler an die Westfront zurückgeschickt, wo seine ersten Ölbilder entstanden. Im Krieg entstanden Bilder wie: The Menin Road, We Are Making a New World, The Ypres Salient at Night, The Mule Track, A Howitzer Firing, Ruined Country und Spring in the Trenches. Nash war nicht glücklich mit dieser Arbeit und schrieb: 

„I am no longer an artist. I am a messenger who will bring back word from the men who are fighting to those who want the war to go on for ever. Feeble, inarticulate will be my message, but it will have a bitter truth and may it burn their lousy souls.“

„Ich bin kein Künstler mehr. Ich bin ein Bote, der von denen, die kämpfen, Worte an jene überbringt, die möchten, dass der Krieg für immer fortdauert. Schwach und undeutlich wird meine Botschaft sein, aber sie wird eine bittere Wahrheit enthalten und sie möge ihre lausigen Seelen verbrennen.“

## Zwischenkriegszeit

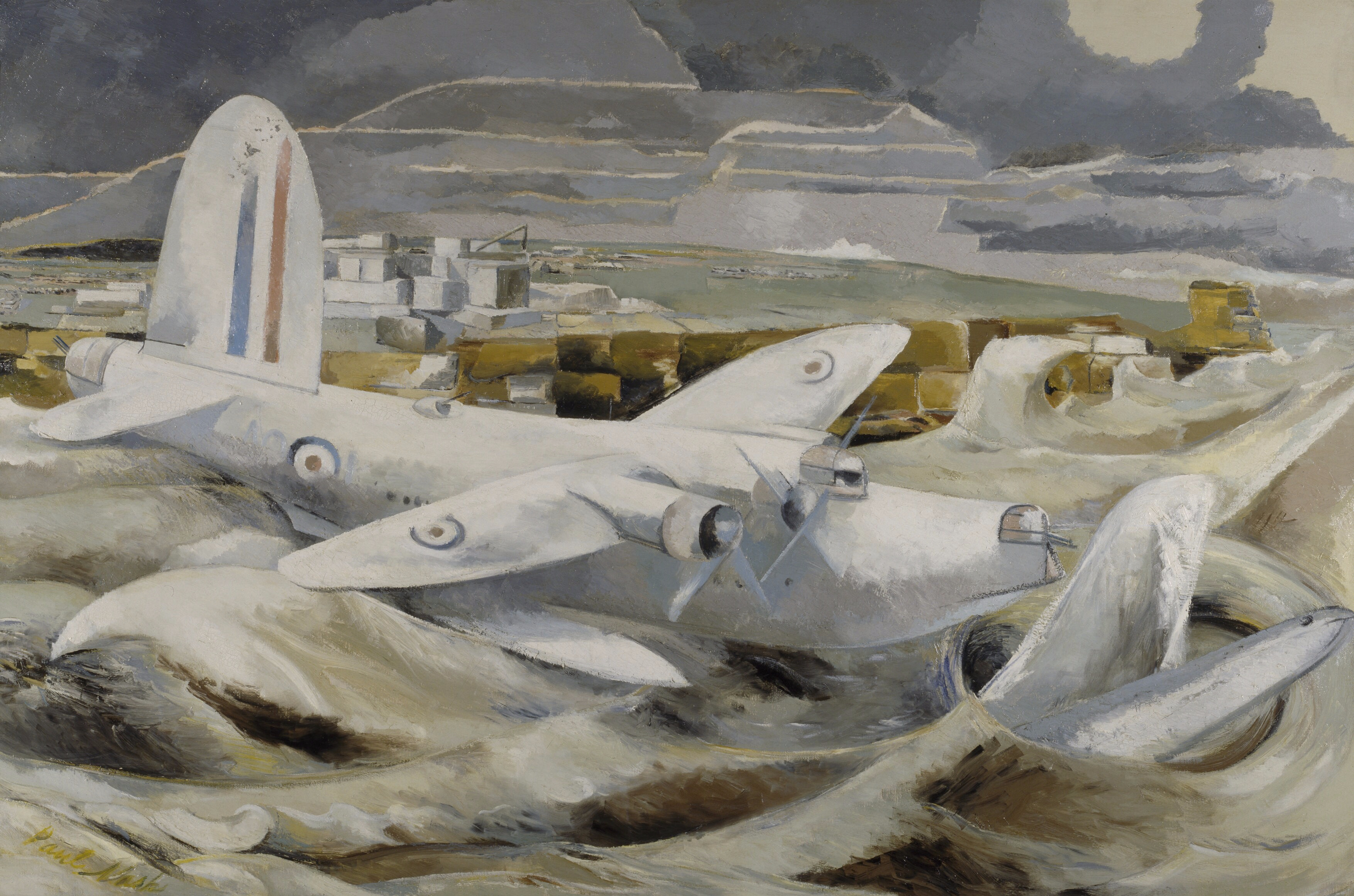
Defence of Albion (1942)

Nash war ein Wegbereiter der Moderne in Großbritannien und wurde zusammen mit Stanley Spencer, Duncan Grant und Mark Gertler Mitglied im New English Art Club. 1933 gründete er mit Henry Moore, Barbara Hepworth und dem Kritiker Herbert Read Unit One, eine Kunstbewegung der Moderne, die zwar kurzlebig, aber auf die britische Kunstszene der Zwischenkriegszeit einflussreich war. 1936 war er an der Organisation der International Surrealist Exhibition in den New Burlington Galleries in London auch mit Werken beteiligt.

## Zweiter Weltkrieg

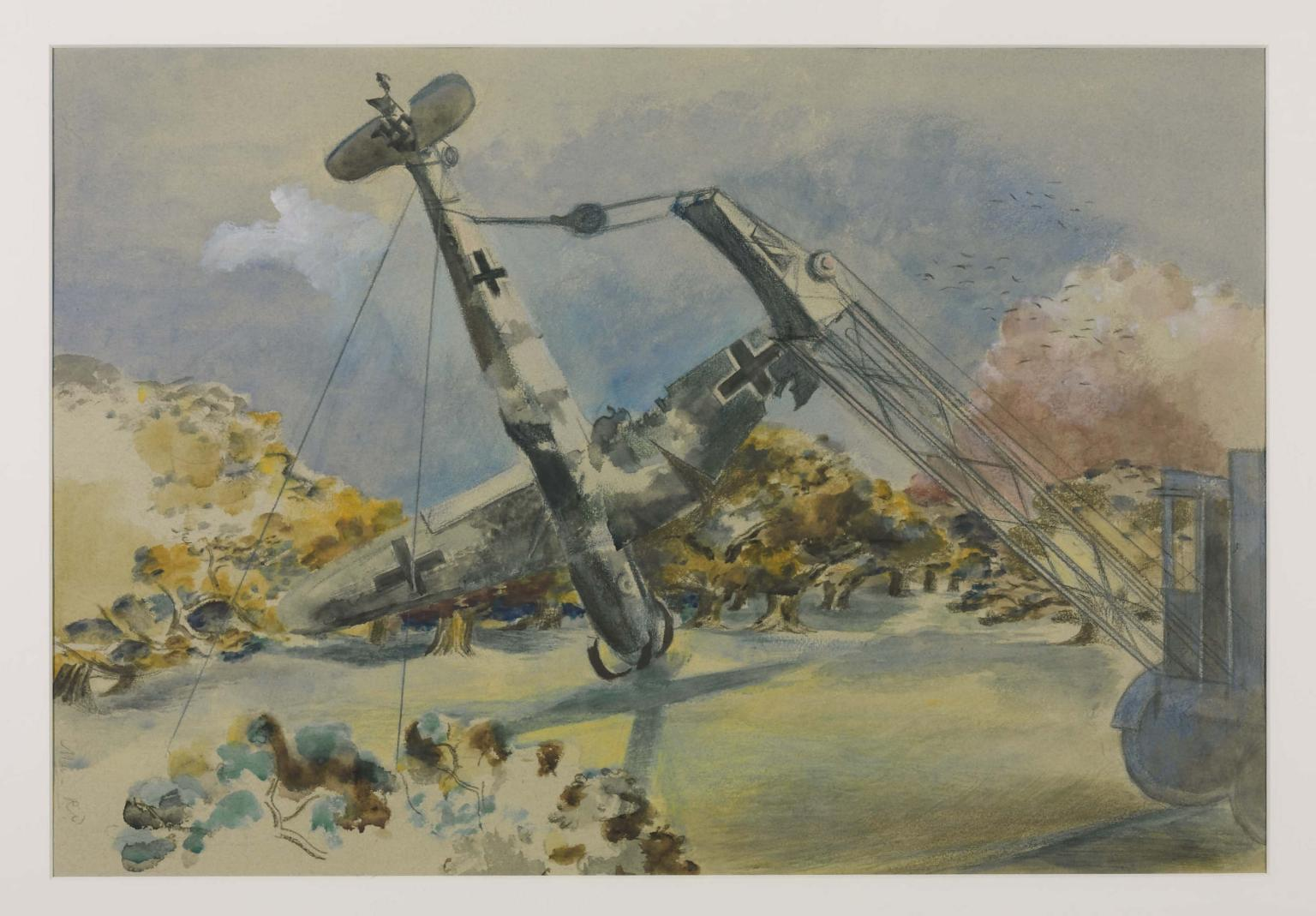
Messerschmidt im Windsor Great Park (1940)

Im Zweiten Weltkrieg arbeitete Nash im Auftrag des Ministry of Information und des Air Ministry wieder als offizieller Kriegsmaler. In dieser Zeit entstanden die Werke Battle of Britain und Totes Meer (Dead Sea).

## Werke
- A Howitzer Firing, 1914–1918, Imperial War Museum
- The Ypres Salient at Night, 1917–1918, Imperial War Museum
- Ruined Country, 1917/18, Privatsammlung
- Spring in the Trenches, 1918, Imperial War Museum
- The Mule Track, 1918, Imperial War Museum
- We Are Making a New World, 1918, Imperial War Museum
- The Menin Road, 1918–1919, Imperial War Museum
- Totes Meer (Dead Sea), 1940/1941, Tate Gallery